# Fabio Valente
Fabio Valente (latino: Fabius Valens; Anagni, 35 – Urbino, 69) è stato un generale romano.
Fu tra i vari comandanti militari della guerra civile seguita alla morte di Nerone.

## Biografia
Nato ad Anagnia (Anagni) nel 35, era di famiglia equestre. In giovane età fece parte del Collegium Iuvenum anagnino. Prese parte alle orge della corte di Nerone ed alla festa degli Juvenalia, cui le persone più importanti dello stato furono obbligate a prendere parte, acconsentì ad interpretare la parte di un licenzioso mimo, prima come spinto, ma poi per propria scelta. Divenne uno dei favoriti di Nerone che in seguito lo nominò legato della Legio I in Germania. Come legatus legionis condusse brillantemente una campagna militare contro i Catti e represse la rivolta di Giulio Vindice.
Durante i disordini seguiti alla morte di Nerone, Valente cercò di persuadere Virginio Rufo, che governava la Germania superior, ad assumere la porpora e quando Rufo rifiutò, tentò di diffamarlo accusandolo con Galba di aver tentato di farsi imperatore. Poco dopo l'ascesa di Galba al potere, Valente, insieme con il legato di un'altra legione, Cornelio Aquino, mise a morte Fonteio Capitone, governatore della Germania inferior, con l'accusa che intendeva ribellarsi, ma, come pensano i più, perché aveva rifiutato di prendere le armi rispondendo ai loro inviti.
Comunque Valente pretese grandi meriti da Galba per i servizi che gli aveva reso denunciando i complotti di Virginio Rufo ed eliminando Fonteio Capitone, che sarebbe potuto diventare un rivale pericoloso; non avendo ricevuto nessuna ricompensa, protestò amaramente di essere stato trattato con ingratitudine. Con l'arrivo di Vitellio nella Germania inferior come successore di Capitone, Valente fu uno dei primi ad invitarlo a reclamare l'impero e questa volta riuscì meglio che con i comandanti precedenti.
Le legioni nella Germania superior rifiutarono di prendere il giuramento di approvazione a Galba il 1º gennaio del 69. Il giorno seguente Valente marciò su Colonia Agrippinense e salutò Vitellio come imperatore. Il suo esempio fu immediatamente seguito dai soldati stanziati nella Germania inferior e il giorno successivo da quelli della Germania superior; furono fatti i preparativi per proseguire la guerra contro Galba. Vitellio ne affidò la conduzione a Valente e ad Aulo Caecina Alieno, che aveva comandato una legione nella Germania superior ed era stato uno dei capi principali della rivolta.
A Valente furono affidati 40 000 uomini dell'esercito della Germania inferior, con l'ordine di marciare attraverso la Gallia e persuaderla a sottomettersi a Vitellio, o in alternativa di metterla a ferro e fuoco. Infine doveva passare in Italia attraverso il Monginevro (Cottianis Alpibus) (v. Marco Giulio Cozio). Cecina ricevette 30 000 uomini appartenenti all'esercito della Germania superior, con l'ordine di marciare direttamente in Italia attraverso il passo del Gran San Bernardo (Poeninis jugis).
Valente cominciò la sua marcia all'inizio di gennaio. Il suo formidabile esercito gli assicurò un'accoglienza favorevole nelle Gallie; ma al suo arrivo a Diviodurum (Metz), i soldati furono presi da un terrore panico e massacrarono 4 000 abitanti. Tuttavia questa strage invece di provocare la resistenza in tutta la Gallia, rese la gente ancora più attenta a non provocare l'ira delle truppe. Giunto alla capitale dei Leuci, la moderna Toul, Valente ricevette le notizia della morte di Galba e dell'ascesa di Otone; questa notizia produsse il riconoscimento di Vitellio in
tutta la Gallia, i cui abitanti detestavano ugualmente sia Otone che Vitellio, ma avevano più paura del secondo.
Valente quindi continuò ad avanzare senza ostacoli. Gli abitanti di Lugdunum (Lione) lo persuasero a marciare contro Vienna (Vienne), che si era schierata a favore di Vindex e di Galba; ma gli abitanti evitarono il pericolo imminente gettandosi davanti all'esercito come supplici e consegnando a Valente un'immensa quantità di denaro, di cui tuttavia i soldati ricevettero una piccola parte. L'avarizia di Valente non conosceva limiti ed egli impiegava il grande potere che ora possedeva per assecondarla in ogni modo.
Durante la sua avanzata i proprietari terrieri ed i magistrati delle città gli pagarono grandi somme per non farlo marciare attraverso le loro proprietà o accamparsi su di esse; se i soldi mancavano, erano obbligati a calmarlo sacrificando le mogli e le figlie ai suoi desideri. Al suo arrivo in Italia, Valente mise il suo quartiere a Ticinum (Pavia), dove rischiò di perdere la vita per un'insurrezione dei suoi soldati. Si rifugiò con le vesti di uno schiavo nella tenda di uno dei suoi ufficiali, che lo nascose finché non finì il pericolo. Valente in seguito mise questo stesso uomo a morte sospettando che avesse preso mille dracme dal suo bagaglio. (Cassio Dione XIV, 16; Tacito Historia II, 29)
Nel frattempo Cecina, che era arrivato in Italia prima di Valente, era stato sconfitto dai generali di Otone in prossimità di Cremona: Poiché Valente e Cecina non si piacevano, si pensava che Cecina fosse stato sconfitto, perché Valente avesse volutamente ritardato a raggiungerlo. Tuttavia i loro interessi reciproci li condussero ad unire le loro forze e comportarsi in armonia contro il nemico comune. I generali di Otone cercarono di persuaderlo ad evitare il rischio della battaglia, ma il loro parere fu ignorato dall'imperatore, che voleva concludere la guerra. Ci fu la prima battaglia di Bedriaco, nella quale Valente e Cecina (al comando della Legio I Italica e della Legio V Alaudae) ottennero la vittoria decisiva ed assicurarono così a Vitellio il controllo dell'Italia.
I due generali rimasero nell'Italia settentrionale per un po' di tempo dopo la battaglia, finché non si riunirono con Vitellio, che accompagnarono a Roma. Vitellio li elevò alla carica di consoli, carica che ricoprirono a partire dal 1º settembre, mentre lui lasciava interamente nelle loro mani il governo dell'impero. Anche se erano estremamente gelosi l'uno dell'altro, erano d'accordo su un punto, cioè di impossessarsi di tutte le proprietà su cui avrebbero potuto mettere le mani, mentre il loro padrone crapulone si dedicava ad ogni genere di debosciatezze.
Ma l'avvicinarsi di Antonio Primo, che aveva sposato la causa di Vespasiano e che stava marciando verso l'Italia alla testa delle legioni della Pannonia e della Moesia, costrinse Cecina e Valente a prepararsi di nuovo per la guerra. Valente in quel momento stava appena recuperando le forze dopo una grave malattia, quindi fu costretto a rimanere a Roma, mentre il suo collega marciava contro Primo. Cecina, tradì Vitellio e si unì a Primo; Valente invece rimase fedele e questa fu una delle poche azioni registrata a suo favore.
Lasciò Roma pochi giorni dopo Cecina e forse ne avrebbe potuto impedire il tradimento, se non avesse ritardato l'avanzata indugiando nei piaceri. Era ancora in Toscana quando seppe della vittoria di Primo nella seconda battaglia di Bedriacum e della conquista di Cremona e poiché non aveva truppe sufficienti per contrastare il nemico, decise di spostarsi via mare in Gallia per spingere le province galliche a scegliere la causa di Vitellio, ma fu preso prigioniero da alcune navi inviate contro di lui da Svetonio Paolino alle isole Stoechadae (le isole di Hyères), proprietà di Massilia (Marsiglia). Fu tenuto prigioniero per un po' di tempo, ma verso la metà di settembre fu giustiziato ad Urbinum (Urbino) e la sua testa mostrata alle truppe di Vitellio, per smentire la voce che fosse fuggito in Germania e là stesse raccogliendo un esercito.